# Гукасян, Айкуш Хачатуровна
Айкуш Хачатуровна Гукасян — советский хозяйственный, государственный и политический деятель, Герой Социалистического Труда.

## Биография
Родилась в 1927 году в селе Геханист. Член КПСС.
С 1945 года — на хозяйственной, общественной и политической работе. В 1945—1984 гг. — овощевод Геханистского совхоза Зангибасарского района Армянской ССР, овощевод, бригадир овощеводов Геханистского совхоза Масисского района Армянской ССР.
Указом Президиума Верховного Совета СССР от 22 февраля 1978 года за выдающиеся успехи, достигнутые во Всесоюзном социалистическом соревновании, проявленную трудовую доблесть в выполнении планов и социалистических обязательств по увеличению производства и продажи государству продуктов земледелия в 1977 году присвоено звание Героя Социалистического Труда с вручением ордена Ленина и золотой медали «Серп и Молот».
Избиралась депутатом Верховного Совета СССР 10-го созыва.
Жила в селе Геханист Араратской области Армении.